# زغبة مقنعة
زغبة مقنعة (الاسم العلمي: Myomimus personatus) (بالإنجليزية: Masked Mouse-tailed Dormouse)‏ هي نوع من الحيوانات تتبع جنس الزغبة الفأرية الذيل من فصيلة الزغبات.